# Shozo Tsugitani
Shozo Tsugitani, född 25 juni 1940 i Japan, död 2 juni 1978,
 var en japansk fotbollsspelare.